# Політичний ризик
Політи́чний ри́зик (англ. Political risk) — це міра очікуваної невдачі політичної діяльності, яка визначається як співвідношення ймовірності неуспіху вжитих заходів та ступеня несприятливих наслідків, зумовлених втіленням прийнятих політичних рішень.

## Елементи політичного ризику
Віталій Кривошеїн виділив наступні елементи політичного ризику:
- можливість відхилення від припустимої політичної мети, заради якої здійснюється обрана альтернатива політичного рішення;
- імовірність отримання бажаного результату політичної діяльності;
- невпевненість у досягненні поставленої політичної мети;